# Boks na Igrzyskach Panamerykańskich 1999
Turniej bokserski Igrzysk Panamerykańskich 1999 odbył się w dniach 30 lipca-7 sierpnia w Winnipeg (Kanada). Był eliminacją do Igrzysk Olimpijskich 2000 w Sydney.

## Medaliści
| Kategoria                      | Złoty                             | Srebrny                          | Brązowy                                                              |
| waga papierowa (48 kg)         | Maikro Romero · Kuba              | Liborio Romero · Meksyk          | Iván Calderón · Portoryko · Patricio Calero · Ekwador                |
| waga musza (51 kg)             | Omar Andrés Narváez · Argentyna   | José Navarro · Stany Zjednoczone | Daniel Ponce de León · Meksyk · Manuel Mantilla · Kuba               |
| waga kogucia (54 kg)           | Gerald Tucker · Stany Zjednoczone | Nehomar Cermeno · Wenezuela      | Waldemar Font · Kuba · Ceferino Labarda · Argentyna                  |
| waga piórkowa (57 kg)          | Yudel Johnson · Kuba              | Zayas Younan · Kanada            | Jorge Martínez · Meksyk · Aaron Torres · Stany Zjednoczone           |
| waga lekka (60 kg)             | Mario Kindelán · Kuba             | Dana Laframboise · Kanada        | Patrick López · Wenezuela · Cristian Bejarano · Meksyk               |
| waga lekkopółśrednia (63,5 kg) | Victor Hugo Castro · Argentyna    | Kelson Santos · Brazylia         | Diógenes Luña · Kuba · Corey Bernard · Stany Zjednoczone             |
| waga półśrednia (67 kg)        | Juan Hernández · Kuba             | Jeremy Molitor · Kanada          | LeChaunce Shepherd · Stany Zjednoczone · Charlie Navarro · Wenezuela |
| waga lekkośrednia (71 kg)      | Jorge Gutierrez · Kuba            | Scott MacIntosh · Kanada         | Euris González · Dominikana · David Sean Black · Jamajka             |
| waga średnia (75 kg)           | Yohanson Martínez · Kuba          | Arthur Palac · Stany Zjednoczone | José Herrera · Kolumbia · Jim Rodriguez · Wenezuela                  |
| waga półciężka (81 kg)         | Humberto Savigne · Kuba           | Laudelino Barros · Brazylia      | Troy Amos-Ross · Kanada · Hugo Garay · Argentyna                     |
| waga ciężka (91 kg)            | Odlanier Solis · Kuba             | Mark Simmons · Kanada            | Marcelino Novaes · Brazylia · Kerron Speid · Jamajka                 |
| waga superciężka (>91 kg)      | Alexis Rubalcaba · Kuba           | Davin King · Stany Zjednoczone   | Claudio Silva · Brazylia · Manuel Azar · Argentyna                   |

## Klasyfikacja medalowa
| Poz.    | Państwo           |    |    |    | Razem |
| ------- | ----------------- | -- | -- | -- | ----- |
| 1       | Kuba              | 9  | 0  | 3  | 12    |
| 2       | Argentyna         | 2  | 0  | 3  | 5     |
| 3       | Stany Zjednoczone | 1  | 3  | 3  | 7     |
| 4       | Kanada            | 0  | 5  | 1  | 6     |
| 5       | Brazylia          | 0  | 2  | 2  | 4     |
| 6       | Meksyk            | 0  | 1  | 3  | 4     |
| 6       | Wenezuela         | 0  | 1  | 3  | 4     |
| 8       | Jamajka           | 0  | 0  | 2  | 2     |
| 9       | Kolumbia          | 0  | 0  | 1  | 1     |
| 9       | Dominikana        | 0  | 0  | 1  | 1     |
| 9       | Ekwador           | 0  | 0  | 1  | 1     |
| 9       | Portoryko         | 0  | 0  | 1  | 1     |
| Łącznie | Łącznie           | 12 | 12 | 24 | 48    |